# Cephalispa breviabdominis
Cephalispa breviabdominis är en tvåvingeart som beskrevs av Xiaolong Cui och Xue 1995. Cephalispa breviabdominis ingår i släktet Cephalispa och familjen husflugor.
Artens utbredningsområde är Yunnan (Kina). Inga underarter finns listade i Catalogue of Life.